# Fastlane (2017)
Fastlane (2017) là một sự kiện pay-per-view đấu vật chuyên nghiệp và sự kiện của WWE Network sản xuất bởi WWE cho Raw, diễn ra ngày 5 tháng 3 năm 2017 tại Bradley Center ở Milwaukee, Wisconsin. Đây là sự kiện Fastlane thứ 3, là sự kiện đầu tiên độc quyền một thương hiệu, và là sự kiện pay-per-view của WWE không phải WrestleMania đầu tiên diễn ra vào tháng 3.
Có 10 trận đấu diễn ra ở sự kiện với 1 trận ở pre-show. Trong sự kiện chính, Goldberg đánh bại Kevin Owens để giành đai WWE Universal Championship, trở thành người duy nhất giành các đai Universal Championship, WWE's World Heavyweight Championship, và WCW World Heavyweight Championship. Trong các trận đấu khác, Roman Reigns đánh bại Braun Strowman, kết thúc chuỗi bất bại Strowman, Bayley bảo vệ thành công đai Raw Women's Championship trước Charlotte Flair, kết thúc chuỗi bất bại của Flair tại các trận đấu đơn ở các sự kiện pay-per-views, Neville bảo vệ thành công đai WWE Cruiserweight Championship trước Gentleman Jack Gallagher, và Luke Gallows và Karl Anderson bảo vệ thành công đai Raw Tag Team Championship trước Enzo Amore và Big Cass.

## Kết quả
| #                                                                                     | Kết quả                                                                                  | Thể loại                                                  | Thời gian |
| ------------------------------------------------------------------------------------- | ---------------------------------------------------------------------------------------- | --------------------------------------------------------- | --------- |
| 1P                                                                                    | Rich Swann và Akira Tozawa đánh bại The Brian Kendrick và Noam Dar (cùng với Alicia Fox) | Trận đấu đồng đội                                         | 9:25      |
| 2                                                                                     | Samoa Joe đánh bại Sami Zayn bằng đòn khóa technical                                     | Trận đấu đơn                                              | 9:45      |
| 3                                                                                     | Luke Gallows và Karl Anderson (c) đánh bại Enzo Amore và Big Cass                        | Trận đấu đồng đội tranh đai WWE Raw Tag Team Championship | 8:40      |
| 4                                                                                     | Sasha Banks đánh bại Nia Jax                                                             | Trận đấu đơn                                              | 8:15      |
| 5                                                                                     | Cesaro (cùng với Sheamus) đánh bại Jinder Mahal                                          | Trận đấu đơn                                              | 8:12      |
| 6                                                                                     | Big Show đánh bại Rusev (cùng với Lana)                                                  | Trận đấu đơn                                              | 8:40      |
| 7                                                                                     | Neville (c) đánh bại Jack Gallagher                                                      | Trận đấu đơn tranh đai WWE Cruiserweight Championship     | 12:08     |
| 8                                                                                     | Roman Reigns đánh bại Braun Strowman                                                     | Trận đấu đơn                                              | 17:13     |
| 9                                                                                     | Bayley (c) đánh bại Charlotte Flair                                                      | Trận đấu đơn tranh đai WWE Raw Women's Championship       | 16:49     |
| 10                                                                                    | Goldberg đánh bại Kevin Owens (c)                                                        | Trận đấu đơn tranh đai WWE Universal Championship         | 00:22     |
| - (c) – chỉ người vô địch bước vào trận đấu - P – chỉ trận đấu diễn ra trong pre-show |                                                                                          |                                                           |           |